# Euphoria vazquezae
Euphoria vazquezae är en skalbaggsart som beskrevs av Deloya och Robert E. Woodruff 1995. Euphoria vazquezae ingår i släktet Euphoria och familjen Cetoniidae. Inga underarter finns listade i Catalogue of Life.